# Alconeura tricolor
Alconeura tricolor är en insektsart som först beskrevs av Van Duzee 1914.  Alconeura tricolor ingår i släktet Alconeura och familjen dvärgstritar. Inga underarter finns listade i Catalogue of Life.